# Brachycaudus schwartzi
Brachycaudus schwartzi är en insektsart som först beskrevs av Carl Julius Bernhard Börner 1931.  Brachycaudus schwartzi ingår i släktet Brachycaudus och familjen långrörsbladlöss. Arten är reproducerande i Sverige. Inga underarter finns listade i Catalogue of Life.